# Aethecerus ranini
Aethecerus ranini là một loài tò vò trong họ Ichneumonidae.